# Рождественский, Тихон Семёнович
Рождественский Тихон Семёнович (1869, город Тула — 1922) — педагог, этнограф, археограф, член Воронежского церковного историко-археологического комитета (1901), Воронежской ученой архивной комиссии (1900). Сын священника.
Его труды оказали влияние на реставрацию и более глубокое изучение культуры среды многочисленного русского религиозного разномыслия (сектантство) в частности духовных христиан, представителями которых являются духоборы в защиту которых некогда высказывался и оказывал содействие и помощь Лев Николаевич Толстой и его последователи.
По мимо духовного христианства и сект, Тихон Семёнович, написал труд который позволил воспринять самобытность старообрядческого наследия и так же как и в ситуации с сектантством позволил приблизить реставрацию старообрядческой культуры как ранних так и поздних периодов развития духовной старообрядческой поэзии.

## Биография
За свои 53 года жизни Тихон Семёнович много учился, много преподавал, занимал разные высокие должности в местах связанных с сохранением и изучением исторических и религиозных памятников. Наследие которые и по ныне остаются для нас очень важными в вопросах изучения и понимание мира через призму истории и религии.
Сохранился послужной список где и какие учебные заведения в которых Тихон Сергеевич, учился, преподавал, возглавлял а так же места работы.
Окончил Тульскую Духовную семинарию (1887), Московскую Духовную академию (1891). Являлся надзиратель Тамбовской Духовной семинарии (1892—1893). Был преподавателемгомилетики Воронежской Духовной семинарии (1893—1896). Воронежский епархиальный миссионер (1896—1902), инспектор народных училищ Нижнедевицкого уезда (1902—1906), Харьковского уезда Харьковской губернии (1906—1909), директор народных училищ Воронежской губернии (1909—1911). Заведующий музеем Воронежского церковного историко-археологического комитета (1901—1902) Чиновник Министерства народного просвещения (1911—1917). Ученый секретарь Московского археологического института (с 1920 года), в Воронежском филиале которого читал курс по истории старообрядчества (1921—1922).

## Труды
Опубликовал 11 «открытых писем по раскольническому сектантству» с историко-статистическим сведениями в Воронежской губернии (Воронежские епархиальные ведомости, 1897—1901).
Составитель (совместно с М. И. Успенским) книги «Памятники старообрядческой поэзии» (Москва, 1909) и «Песни русских сектантов-мистиков» (Санкт-Петербург, 1912).